# Mon chéri
「mon chéri」（モン・シェリ）は、田村ゆかりの1枚目のライブ会場限定シングル。2008年3月28日にキングレコードから発売された。

## 概要
- 3月28日に日本武道館で開催されたライブ「田村ゆかり Love ♥ Live 2008 ＊Chelsea Girl＊」の会場内で限定発売された。全2曲収録。武道館公演が終了した現在でも、ライブ会場でCDを買うことができる。
- 着うた、着うたフルでも配信されている。
- B面の「めろ〜んのテーマ 〜ゆかり王国国歌〜」は、ゆかり姫が歌っている。

## 収録曲
1. mon chéri[4:43]
作詞：椎名可憐、作曲・編曲：太田雅友
2. めろ〜んのテーマ 〜ゆかり王国国歌〜[4:10]
作詞：わたなべみか、作曲：おおたまさとも、編曲：わたなべかずのり
うた：ゆかり姫

## 曲の解説
mon chéri
- mon chériとはフランス語で「私の愛しい人」と言った意味。
- 「田村ゆかり 2007 Summer ＊Sweet Milky Way＊」で初めて歌われたが、CD音源化はされていなかった。

めろ〜んのテーマ 〜ゆかり王国国歌〜
- いわゆる電波ソングである。